# لورانس هيو ألير
لورانس هيو ألير (بالإنجليزية: Lawrence Hugh Aller)‏ هو عالم فلك أمريكي من مواليد 24 سبتمبر عام 1913 وتُوفي في 16 مارس عام 2003.

## سيرته الذاتية
وُلد لورانس في تاكوما بولاية واشنطن. لم ينهِ أبدًا المدرسة الثانوية وعمل لفترة من الزمن كمنقب عن الذهب. حصل على درجة البكالوريوس من جامعة كاليفورنيا بيركلي في عام 1936 وذهب ليمكل دراساته العليا في جامعة هارفارد في عام 1937. وحصل هناك على درجة الماجستير في عام 1938، ثم حصل على درجة الدكتوراه في عام 1943. ومن عام 1943 إلى عام 1945 عمل في مشروع مانهاتن في مختبر لورنس بيركلي الوطني. كما عمل أستاذًا مساعدًا في جامعة إنديانا في الفترة من عام 1945 إلى عام1948، ثم أستاذًا مشاركًا فأستاذًا في جامعة ميشيغان حتى عام 1962. وانتقل إلى جامعة كاليفورنيا بولاية لوس أنجلوس في عام 1962، وساعد في بناء قسم علم الفلك، وشغل رئاسته من عام 1963 إلى 1968.
ركز عمله على التركيب الكيميائي للنجوم والسديم. وكان واحدًا من أوائل علماء الفلك الذين جادلوا بأن بعض الاختلافات في الأطياف النجمية والسطحية كانت بسبب الاختلافات في تركيبها الكيميائي. وكتب لورانس عددًا من الكتب كان أشهرها هو كتاب الذرات والنجوم والسديم. نُشرت الطبعة الثالثة منها في عام 1991 تحت رقم دولي معياري للكتاب 0-521-32512-9. كما نشر 346 ورقة بحثية بين عام 1935 و2004.
انتُخب زميلًا للأكاديمية الأمريكية للفنون والعلوم في عام 1961، والأكاديمية الوطنية للعلوم في عام 1962. وفاز بجائزة هنري نوريس راسل في عام 1992.

## روابط خارجية
- Oral History interview transcript with Lawrence Aller 18 August 1979, American Institute of Physics, Niels Bohr Library and Archives
- National Academy of Sciences Biographical Memoir